# Сентенция
Сенте́нция (от лат. sententia, дословно — «мнение, суждение») — латинская апофегма, как правило из античного источника, цитируемая вне контекста.
Название стало нарицательным для кратких изречений нравоучительного характера, в более широком смысле: мнение, коротко выраженный взгляд на что-либо. Также, устаревшее, — определение суда, приговор.
Такое название было принято уже в римской риторике: так, Квинтилиан в своих «Наставлениях оратору» посвящает сентенции отдельную главу. Сентенция, полагает Квинтилиан, это то же самое, что греки называют γνώμη, а названа так по той причине, что «похожа на советы или декреты» (лат. similes sunt consiliis aut decretis).
В Средние века были популярны сборники сентенций, расположенных по алфавиту.